# Formiguer del Caura
El formiguer del Caura (Myrmelastes caurensis) és una espècie d'ocell de la família dels tamnofílids (Thamnophilidae).
Habita la selva pluvial, a les terres baixes fins als 1300 m al sud de Veneçuela i l'adjunt nord-oest del Brasil.